# Château de la Majorie
Le château de la Majorie, appelée également plus simplement La Majorie, est un château fort situé dans la ville valaisanne de Sion, en Suisse.

## Description

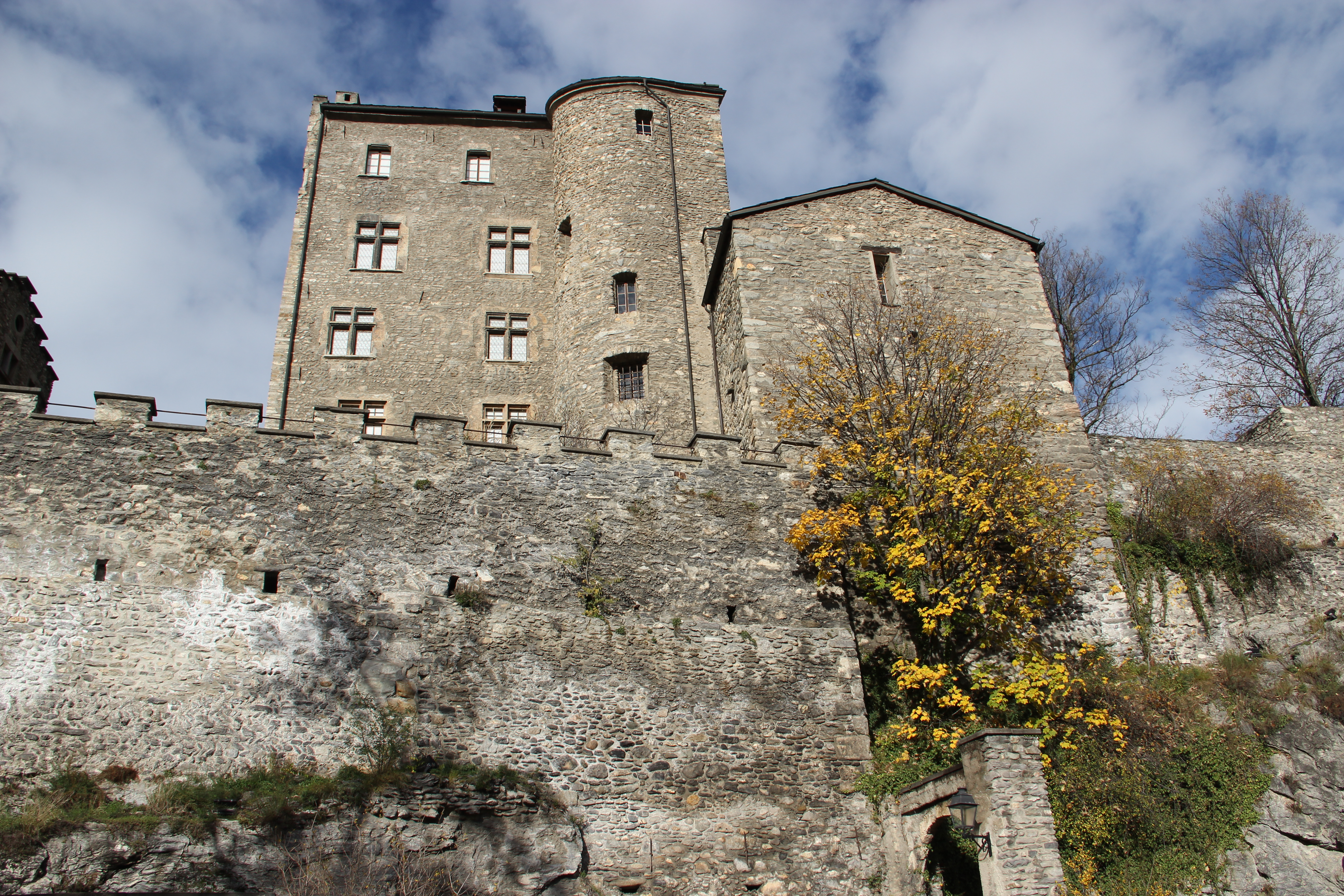
La Majorie et son mur de terrassement.

Le château est composé de deux bâtiments principaux : la Majorie et le Vidomnat. La Majorie est une haute tour dominant le site et protégée par d'imposants murs de terrassement. Le Vidomnat, situé légèrement en contrebas, est composé de deux tours carrées de trois étage, réunies postérieurement à leur construction,,.

## Histoire
L'existence du Vidomnat est mentionnée dès 1179. Celle de la tour de la Majorie est attestée dès 1221, date à laquelle la chapelle Saint-Michel qui s'y trouve est citée pour la première fois ; elle porte alors le nom de "Tour de Sion". Le 15 janvier 1373, le château fut racheté par l'évêque Guichard Tavelli et servit dès lors de résidence pour les évêques de Sion. Le château devient alors le centre du pouvoir des princes-évêques en Valais. Ceux-ci le préféraient au château de Tourbillon, plus austère et dont l'accès était moins aisé. La tour de la Majorie contenait probablement des pièces de réception, les édifices qui servaient de logement aux évêques n'ayant pas été conservés. En 1529, un incendie ravagea le château. Il est reconstruit en 1536 sous l'égide de l'évêque Adrien Ier de Riedmatten,. 
Au cours du 17e siècle, le pouvoir est partagé entre l'évêque et la Diète, mais cette dernière se réunit au sein du château. Un incendie se reproduit à nouveau en 1788 et détruit les archives du Diocèse. Le château n'est pas rénové, malgré plusieurs projets, et l'évêque construit finalement son palais en 1839-1840 près de la Cathédrale de Sion. La Majorie est alors vendue à l'État valaisan, qui y installe ses casernes,,.
Le château de la Majorie, inscrit comme bien culturel d'importance nationale, abrite le musée cantonal des beaux-arts depuis 1947. La Grange-à-l'Évêque, anciennes écuries du château, accueille depuis 2013 le Musée de la nature du Valais.